# والتر ولف
والتر ولف (انگلیسی: Walter Wolf؛ زادهٔ ۵ اکتبر ۱۹۳۹ در گراتس، اتریش) تأمین کنندهٔ تجهیزات استخراج نفت اهل کانادا است که از طریق تجارت نفت دریای شمال در اوایل دههٔ ۱۹۷۰، ثروت زیادی بدست آورد و تصمیم گرفت به دنیای مسابقات اتومبیل‌رانی فرمول یک بپیوندد.

## ورود به فرمول یک

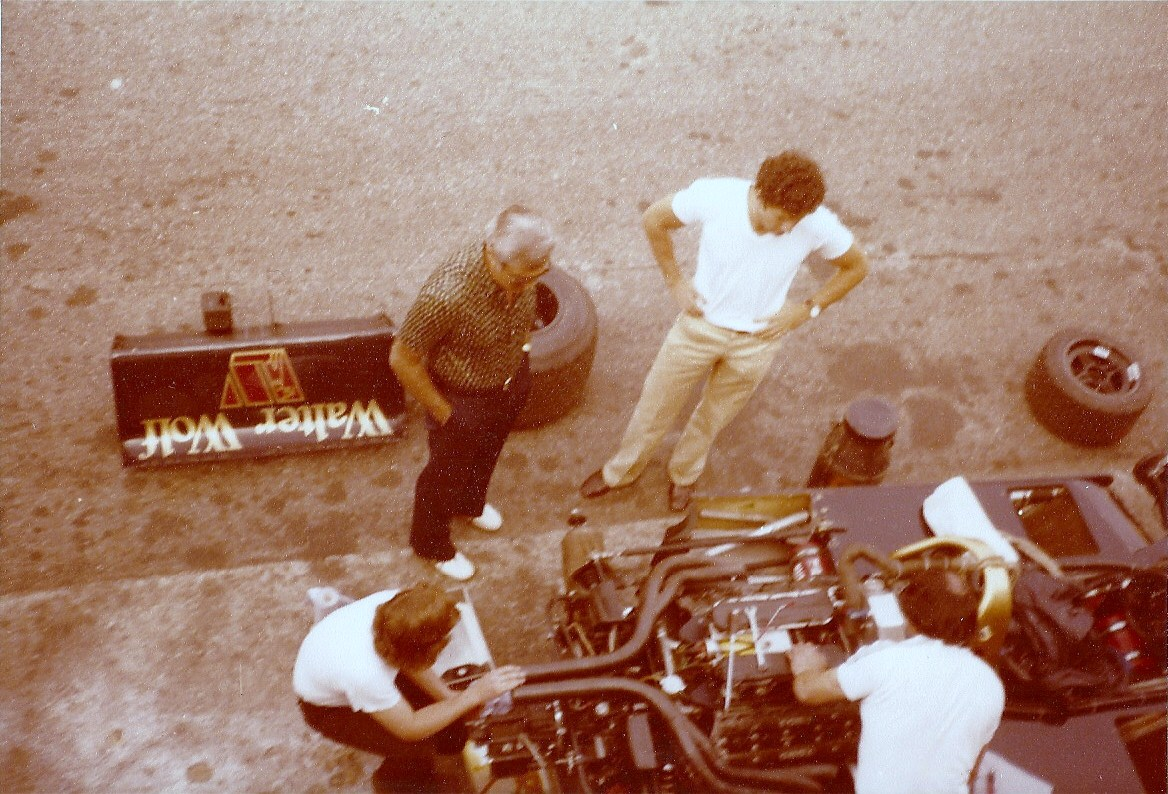
والتر ولف (ایستاده در سمت چپ) در سال ۱۹۷۸

والتر ولف در سال ۱۹۷۶ به ازای پرداخت بدهی‌های تیم ویلیامز، ۶۰٪ از مالکیت این تیم را بدست آورد. اما پس از اینکه تیم ویلیامز، که اکنون با نام «ولف ویلیامز» در مسابقات شرکت می‌کرد، نتوانست نتایج مطلوبی در مسابقات کسب کند، والتر ولف تصمیم به تشکیل تیمی گرفت که تحت مالکیت کامل خودش باشد. او برای فصل ۱۹۷۷ از ویلیامز جدا شد و تیم خود را با نام والتر ولف ریسینگ تشکیل داد و در پایان همان فصل موفق شد جایگاه دوم رانندگان و جایگاه چهارم سازندگان را از آن خود کند. تیم والتر ولف در فصل‌های ۱۹۷۸ و ۱۹۷۹ نیز در مسابقات فرمول یک شرکت کرد. اما با پایان فصل ۱۹۷۹، و با فروش منابع و دارایی‌های آن به تیم فیتیپالدی، تیم والتر ولف ریسینگ رسماً منحل شد. والتر ولف در در مورد خروج خود از فرمول یک گفته‌است: «من به این نتیجه رسیدم که فرمول یک برای من تمام شده‌است. وقتی بروم، دیگر رفته‌ام.»